# Camarera mayor de la reina madre
La camarera mayor de la reina madre era el cargo palaciego de la Real Casa y Patrimonio de la Corona de España, que estaba al cuidado de la persona y las habitaciones de la reina de España que se hallaba viuda, en el momento de contraer su hijo el correspondiente matrimonio.

## Régimen
Cuando el monarca contraía matrimonio, si su madre aún vivía, se constituía su propia Casa y se nombraba una camarera mayor que desempeñaba respecto a la soberana viuda las mismas funciones que la camarera mayor de palacio. Es decir; era la persona que, de manera inmediata y directa, servía a la soberana, desplegando autoridad sobre las distintas dignidades y oficios que componían su personal. 
En la estructuración de la Real Casa a partir del siglo XIX, la camarera mayor de la reina madre disfrutaba de categoría inmediata posterior a la camarera mayor de palacio por delante del resto de la clase de Dama de la reina. Debía ser cubierto este cargo palatino por una grande de España, elegida entre aquellas de la clase de Dama de la reina de mayor antigüedad. Dirigía todo lo relativo a la etiqueta y organización de la Casa de la reina madre auxiliada por el mayordomo mayor de ésta. En esta función le correspondía señalar las audiencias a conceder por la soberana. En las comitivas fuera de palacio ocupaba el puesto principal en el coche de la reina madre. A esta camarera asistía también un caballerizo mayor de la reina madre.

## Camareras mayores de la reina madre en los siglos XVII a XIX
Durante este periodo de tiempo existieron tres soberanas viudas con camarera mayores:
- Mariana de Austria, de la que fue camarera mayor:

Elvira Ponce de León, marquesa de Villanueva de Valdueza, (1679-1696)
- Isabel de Farnesio, de la que fueron camareras mayores:

Laura Castelví y Coloma, marquesa viuda de Torrecuso, (1746-1760)
Josefa Pacheco Osorio, duquesa de Medina Sidonia, (1760-1765) 
Teresa Caracciolo, marquesa de Torrecuso, (1765, 1766)
- María Cristina de Borbón-Dos Sicilias, de la que fue camarera mayor:

Narcisa María de Asprer y Canal, marquesa viuda de Valverde de la Sierra, (1844-1855)

## La última Casa de la reina madre. La Casa de la reinaMaría Cristina de Habsburgo-Lorena
Cuando el 31 de mayo de 1906 el rey Alfonso XIII contrajo matrimonio, hizo la gracia de constituir la Casa propia de su madre que había ejercido la Regencia entre 1885 y 1902. Para ello se dotó a la misma de una camarera mayor, que gozaría de notable preeminencia durante la vida de la soberana junto a la camarera mayor de palacio, y de un caballerizo mayor que organizara los desplazamientos de la reina.
Fueron titulares sucesivos de dichos cargos los siguientes grandes de España:
Camareras mayores:
- María de la Natividad Quindós y Villarroel, duquesa de la Conquista, marquesa de San Saturnino, (1906-1923)

- María del Carmen Zabalburu y Mazarredo, condesa de Heredia Espínola, (1923-1929)

Caballerizos mayores:
- Ventura García-Sancho e Ibarrondo, marqués de Aguilar de Campoo, (1906-1914)

- Juan Falcó y Trivulzio, marqués de Castel Rodrigo, (1914-1923)

- Pedro Martínez de Irujo y Caro, duque de Sotomayor, (1923-1929)